# Chiesa di Santa Giusta (Loiri Porto San Paolo)
La chiesa di Santa Giusta è una chiesa campestre situata in territorio di Loiri Porto San Paolo, centro abitato della Sardegna nord-orientale. Consacrata al culto cattolico, fa parte della parrocchia di San Nicola di Bari, diocesi di Tempio-Ampurias.
La chiesa, medioevale, fu probabilmente la parrocchiale dell’antico villaggio di Orfilo.